# Bernard De Deurwaerder
Bernard De Deurwaerder (Brugge, 7 juni 1752 - 1 november 1832) was een Belgisch advocaat, pensionaris van de stad Brugge, magistraat en voorzitter van de rechtbank alsook voorzitter van de gemeenteraad van Brugge, gedeputeerde van het Leiedepartement en van de provincie West-Vlaanderen.

## Levensloop
De Deurwaerder was de zoon van Judocus de Deurwaerder (†1787) en Amelberga de Maere. Zijn vader was ontvanger en beheerder van goederen. Hij werkte in dienst van adellijke families, onder meer van de familie Van der Beke de Cringen. Jaarlijks overhandigde hij aan Charles van der Beke de rekening van inkomsten en uitgaven voor het onroerend patrimonium, sierlijk neergeschreven op tientallen bladzijden en keurig ingebonden. Deze functie bracht er later tegenstanders van Bernard De Deurwaerder toe hem naar het hoofd te slingeren dat hij maar de zoon van een 'livreidrager' was.
Na zijn middelbare studies trok De Deurwaerder naar Leuven, waar hij in 1774 licentiaat in de rechten werd. Hij keerde naar Brugge terug en vestigde zich als advocaat, tot hij in 1786 pensionaris van de stad Brugge werd benoemd. Datzelfde jaar was hij een van de stichters van de 'Société Littéraire', een ontmoetingsplaats voor adel en bourgeoisie, waar de nieuwe ideeën niet geschuwd werden.
Aan de vooravond van de Brabantse Revolutie werden de besturen in de Oostenrijkse Nederlanden gewijzigd. De Deurwaerder behield zijn ambt van pensionaris-griffier. Dit belette hem niet, als tegenstander van de ingevoerde wijzigingen, bondgenootschap te sluiten met de besturen van ambachten en neringen en tegen de wijzigingen te ageren. Zijn oppositie was ruim gedeeld en na een paar weken werden de wijzigingen ingetrokken en bleef alles bij het oude. De Deurwaerder was dus alvast niet gewonnen voor de 'progressistische' ideeën van keizer Jozef II.
Hij bleef oppositie voeren tegen het regime en aangezien hij dit als stadsambtenaar niet openlijk kon doen, sloot hij aan bij een groepje dat in het geheim complotteerde en de volkssoevereiniteit vooropstelde. Hij werd door suppoosten van het centraal bestuur onder permanente controle geplaatst.

## Brabantse Omwenteling
Het groepje waar De Deurwaerder toe behoorde, en waar ook zijn schoonbroer Henry Ysenbrandt deel van uitmaakte, liet zich tijdens de Brabantse Omwenteling kennen als zijnde van dezelfde inspiratie als de vonckisten, zonder formeel tot deze richting te behoren. Ze werden als 'democraten' aangeduid.
Toen in november 1789 ook Brugge zich van de Oostenrijkers bevrijdde, werd een comité opgericht, waar ook enkele 'democraten', onder wie De Deurwaerder, deel van uitmaakten. Die democraten bevonden zich sterk in de minderheid tegenover de 'traditionalisten'.
De Deurwaerder werd in 1790 gedeputeerde van de Staten van Vlaanderen in het Nationaal Congres en vertegenwoordigde de Belgische Staten op het Congres in Den Haag in december van datzelfde jaar.
In 1791, toen de Oostenrijkers terug waren, kwam De Deurwaerder aan het hoofd te staan van wat als een 'Franse partij' werd betiteld. Naar het voorbeeld van de Franse revolutie wilden hij en zijn aanhangers de mislukte Brabantse omwenteling herbeginnen.
Toen de Franse troepen in november 1792 opnieuw Brugge veroverden stond De Deurwaerder klaar, om naar het voorbeeld van wat in Frankrijk was gebeurd, een 'Jacobijnse Club' op te richten, die de revolutionaire geest zou aanwakkeren en alle raderwerken van het stadsbestuur wilde in handen nemen. Dit lukte maar matig en toen De Deurwaerder vaststelde dat het voor velen, net zoals voor de Fransen zelf, niet de bedoeling was een onafhankelijke Belgische staat op te richten, maar gewoon het land bij Frankrijk te annexeren, verliet hij de club die hij in de eerste weken had voorgezeten.
Toen na korte tijd de Oostenrijkers er opnieuw waren, vluchtte De Deurwaarder naar Engeland en Frankrijk.

## Franse tijd
In juni 1794 palmden de Franse troepen opnieuw de Oostenrijkse Nederlanden in. Een voorlopige 'Centrale administratie' werd opgericht, geleid door een tiental leden waar ook De Deurwaerder toe behoorde. Hij werd verantwoordelijk voor de financiële aspecten van het bestuur. De volgende jaren leefde hij nogal discreet.
In 1800 trad De Deurwaerder op het lokale politieke toneel op. Gedurende een paar weken was hij de laatste voorzitter van de Brugse gemeenteraad, en na hem trad dan voor het eerst weer een voltallige gemeenteraad aan, onder de leiding van een burgemeester, François de Serret.
De Deurwaerder werd opnieuw advocaat maar tegelijk bleef hij toch nog een niet onaanzienlijke rol spelen want hij werd weldra een van de vijf leden van de prefectorale raad (de latere bestendige deputatie) van het Leiedepartement. Op 7 mei 1811 werd hij daarbij ook nog benoemd tot voorzitter van de rechtbank van eerste aanleg in Brugge, hoewel hij voordien geen enkele rechterlijke functie had uitgeoefend. Op 5 juni 1813 bood hij al zijn ontslag aan uit dit ambt, om gezondheidsredenen. Was dit de enige reden? Hij was alvast het Franse regime moe en liet dit in 1814 aan Willem I weten, in een memorie die een sterk conservatieve geest verraadde. Het belette niet dat hij tot het einde van het regime en ook tijdens de overgangsfase, lid bleef van de prefectorale raad.

## Verenigd Koninkrijk der Nederlanden
Een aantal Brugse edellieden en burgers ondertekende een adres aan de Oostenrijkse keizer waarin ze het verlangen uitdrukten dat de Zuidelijke Nederlanden opnieuw onder zijn bestuur zouden komen. Ook De Deurwaerder ondertekende deze petitie, zodat hij wel grondig geëvolueerd was sinds de tijd dat hij de opstand predikte tegen de Oostenrijkers. Toen korte tijd daarna de nieuwe grondwet van het Verenigd koninkrijk der Nederlanden ter stemming werd gelegd, behoorde hij tot de Brugse kiezers die een tegenstem uitbrachten. Die grondwet was in zijn ogen veel te progressief.
Toch werd De Deurwaerder bij de herbenoeming van de gemeenteraad van Brugge in augustus 1817 tot gemeenteraadslid benoemd. Hij speelde er echter een onopvallende rol. Wel bleef hij ook lid van de raad van de intendentie, de opvolger van de prefectorale raad. Toen de provinciale staten van West-Vlaanderen werden opgericht, bleef hij er lid van als vertegenwoordiger van de steden. In juli 1816 werd hij benoemd tot lid van de bestendige deputatie. Hij bleef dit ambt nog verschillende jaren bekleden.
De Deurwaerder was rijk geworden en verkoos in de laatste jaren van zijn leven als rentenier te leven. In de revolutionaire dagen die leidden tot de Belgische onafhankelijkheid speelde hij geen rol. Hij was niet aanwezig op het Constitutioneel Banket dat in juli 1829 de eerste publieke manifestatie was in Brugge tegen Willem I. Zijn schoonzoon D'Hanins was er wel op aanwezig. Zijn andere schoonzoon Du Bus bleef nog orangist. De Deurwaerder was tachtig toen hij overleed. Hij woonde in een statig herenhuis in de Ridderstraat, dat hij in 1788 had aangekocht.

## Familie
De Deurwaerder trouwde met Catharina Lybaert, die de weduwe was van Pierre Delcambe. Ze hadden twee dochters:
- Marie-Anne De Deurwaerder (1783-1836), die in 1802 trouwde met Leonard du Bus de Gisignies. Ze kregen zes kinderen.
- Ann-Catherine (1784-1857), die in 1811 trouwde met jonkheer Honoré d'Hanins de Moerkerke (1788-1861), burgemeester van Moerkerke en voorzitter van de Burgerlijke Godshuizen van Brugge. Ze kregen vier kinderen.